# USS Hazard (AM-240)
USS Hazard (AM-240) trałowiec typu Admirable służący w United States Navy w czasie II wojny światowej.
Okręt został zwodowany 1 października 1944 w stoczni Winslow Marine Railway and Shipbuilding Corporation w Winslow (Washington).
Jednostka weszła do służby 30 grudnia 1944. Okręt budział w działaniach II wojny światowej. Oczyszczał z min wody Dalekiego Wschodu po wojnie. 
Obecnie okręt-muzeum. Jedyny ocalały obecnie trałowiec typu Admirable.

## Odznaczenia
„Hazard” otrzymał 3 battle star za służbę w czasie II wojny światowej.